# Neolamprologus caudopunctatus
Neolamprologus caudopunctatus (Poll, 1978) è un pesce d'acqua dolce appartenente alla famiglia Cichlidae.

## Descrizione
Presenta un corpo piuttosto allungato, compresso ai fianchi, con una lunga pinna dorsale e una pinna caudale a delta. La livrea presenta un fondo rosato tenue, tendente al beige, con iridescenze metalliche azzurrine. Le pinne sono rosate e trasparenti, la pinna dorsale è orlata e sfumata di giallo arancio.

Raggiunge una lunghezza massima di 6,5 cm.

## Biologia

### Comportamento
N. caudopuncatusè estremamente territoriale con maschi della stessa specie, più tollerante e poco aggressivo con altre specie non invadenti.

### Riproduzione
La riproduzione dei Neolamprologus caudopunctatus è estremamente interessante. Questi pesci formano delle vere e proprie comunità familiari, che hanno inizio quando una coppia si riproduce in un nuovo territorio, tra gli anfratti rocciosi: dopo le prime cucciolate, saranno i figli maggiori ad aiutare i genitori nel difendere territorio e piccoli dell'ultima deposizione. Con il passare del tempo si forma così una comunità piuttosto numerosa: inoltre solo a pochissime coppie è consentita (se è consentita) la riproduzione, al di fuori della coppia dominante. I figli, ormai cresciuti, si dividono: alcuni rimangono nel nucleo famigliare, altri si allontanano cercando un/una partner con cui iniziare una nuova colonia.

### Alimentazione
Queste specie si nutrono di zooplancton.

## Distribuzione e habitat
Questa specie è endemica del lago Tanganica, dove è diffusa nelle rive sabbiose appartenenti al territorio dello Zambia.

## Acquariofilia
N. caudopunctatus è una specie allevata e commerciata in tutto il mondo, sia per la prolificità che per il suo spiccato comportamento parentale, senza dimenticare la facilità di allevamento. Si consiglia l'allevamento in vasche dedicate.